# راضیه غلامی شعبانی
راضیه غلامی شعبانی (۳۰ اردیبهشت ۱۳۰۴، تبریز – ۹ بهمن ۱۳۹۱ کلن)، اولین زن زندانی سیاسی ایران و از اعضای فرقه دموکرات آذربایجان و حزب توده ایران بود. پس از پایان دوران زندان به شوروی گریخت و پس از انقلاب ایران (۱۳۵۷) مجدداً به ایران بازگشت. وی که پس از یورش جمهوری اسلامی به گروه‌های شرکت کننده در انقلاب ایران مجدداً به شوروی پناه برد، پس از فروپاشی شوروی به آلمان پناهنده شد و در شهر کلن زندگی می‌کرد. کارنامه زندگانی پرتلاش او که در کتاب خاطرات یک زن توده‌ای به قلم او آمده، حکایت از هفت سال زندان، دوازده سال زندگی مخفی و بیش از چهل سال تبعید دارد.

## زندگی‌نامه
راضیه غلامی شعبانی در شانزده سالگی همراه خانواده به تهران رفت و در آن جا با رضا ابراهیم‌زاده آشنا شده و با وجود بیست و چهار سال تفاوت سن، به میل خود با او ازدواج می‌کند.
او یکی از اولین زنان ایرانی است که به خاطر مبارزاتش، بارها دستگیر و سال‌ها زندانی بوده (اولین دستگیری - سال ۱۳۲۵) و یکی از فرزندانش را نیز درهنگام فرار از زندان به دنیا آورده است و به همین دلیل، این فرزند پسر «فراری» نامیده شد.
رضا ابراهیم‌زاده، همسر او از اعضای گروه موسوم به ۵۳ نفر است که در دوران رضاشاه پهلوی به خاطر عقایدشان دستگیر و زندانی شدند.
راضیه از اولین کسانی است که با امضای بیانیه، عضو کمپین یک میلیون امضا شد و به سرعت تعدادی امضا و کمک مالی برای آن فرستاد.
او ساکن آلمان بود و شرح زندگانی خود را در کتابی تحت عنوان «خاطرات یک زن ایرانی» به تفضیل آورده است. این کتاب توسط نشر آیدا در آلمان منتشر شد اما پیش از آن، این کتاب با عنوان «خاطرات یک زن توده‌ای» در تهران نیز چاپ و منتشر شده بود که کمی بعد ممنوع و پس از آن با یک ویرایش و بازبینی قابل توجه توسط نشر آیدا بازنشر شد.
راضیه شعبانی در ژوئن ۲۰۰۶ در هفدهمین کنفرانس بنیاد پژوهش‌های زنان ایران با عنوان «فمینیسم سکولار، انقلاب مشروطه، شرایط و چالش‌های کنونی» در شهر مونترال کانادا به عنوان زن برگزیده شناخته شد.
در برخی نوشته‌ها آمده است که راضیه شعبانی اولین زن زندانی سیاسی ایران بوده است.